# 白洲正子
白洲 正子（しらす まさこ、1910年（明治43年）1月7日 - 1998年（平成10年）12月26日）は、日本の随筆家。
東奔西走する姿から、「韋駄天お正」とあだ名された。読売文学賞二度受賞。
華族出身で幼少時より能を習い、14歳で米国留学。確かな審美眼と精緻な文章で日本の美を追求する作品を多数著した。女性がするものと能がみなされてなかった時代に、奇異な目でみられながらも練習を続け、実力は評価されたが、後年は演者としての能をやめ、紀行文などの執筆を中心にしていたが、友枝喜久夫の能にふれたことをきっかけに能の評論なども著している。著書に『能面』(1963年)、『かくれ里』(1971年)、『西行』(1988年)、『夢幻抄』(1997年)など。

## 経歴
- 1910年（明治43年）1月7日 - 実業家・政治家の樺山愛輔と常子の次女として生まれる。祖父は海軍大将、伯爵の樺山資紀、母方の祖父は海軍大将、伯爵の川村純義。出生地は東京府東京市麹町区（現：東京都千代田区）。
- 1914年（大正3年） - 能を習い始める。
- 1924年（大正13年） - 能舞台で初めて能を演じる[注釈 2]。演目は『土蜘蛛』。学習院女子部初等科修了。渡米しハートリッジ・スクールに入学。
- 1928年（昭和3年） - ハートリッジ・スクール卒業。聖心語学校（現・聖心インターナショナルスクール）中退。
- 1929年（昭和4年） - 白洲次郎と結婚。
- 1942年（昭和17年） - 東京府南多摩郡鶴川村能ヶ谷（現・東京都町田市能ヶ谷）の古農家を購入。この頃から細川護立に古美術の手ほどきを受ける。
- 1943年（昭和18年） - 鶴川村へ転居。
- 1947年（昭和22年） - 華族令廃止。
- 1964年（昭和39年） - 随筆『能面』で第15回読売文学賞受賞。
- 1973年（昭和47年） - 随筆『かくれ里』で第24回読売文学賞受賞。
- 1997年（平成9年） - 町田市名誉市民[5]。
- 1998年（平成10年） - 肺炎のため、東京都千代田区の日比谷病院で死去、88歳没[1]。墓所は夫次郎と共に兵庫県三田市の心月院。両人に戒名は無く、梵字が墓石に刻まれているだけである。

## 人物
- 薩摩志士で伯爵樺山家に生まれた自らの性質や、その出自を生涯を通じ強く意識（その事で夫次郎と口論となり張り手をしたこともあった）した。
- 幼少期より梅若流の能の舞台にあがり、能に造詣が深く、青山二郎や小林秀雄の薫陶を受け骨董を愛し、日本の美についての随筆を多く著す。梅原龍三郎や秦秀雄、晩年は護立の孫で元首相の細川護熙、河合隼雄や多田富雄等との交友もあった。また名人といわれた能楽師・友枝喜久夫の仕舞の会を自宅で開き、演芸研究者渡辺保も参加していた。
- 骨董収集家としても著名。収蔵品は武者小路公種の百人一首ほか数々の名品揃いである（愛蔵版「私の百人一首」に所収）。
- 姉に近藤泰子、夫は白洲次郎。長男は白洲春正（1931年2月5日生まれ）、次男は白洲兼正（1938年1月3日生まれ）、長女は牧山桂子（1940年6月生まれ）。白洲信哉は孫で、兼正と小林秀雄の娘明子の子である。
- 白洲は世阿弥と両性具有をライフワークとして多くの作品を著した。また、日本古典の再読、再評価によって後の研究者に影響を与えている[6]。白洲の作風は用語の定義など微妙な問題は曖昧にぼかす、論理的な根拠は示さずに直感で自己流の解釈を示す、厳密な解釈は避け結論は出さずに有耶無耶に終わるなど、あくまで評論家の作風であり学者の筆法とは異なる。これは白洲の作風の欠点でもあり、美点でもある[6]。
- 自身では子供のころから男勝りの性格という自負があったようで、練習では力強い能を好んだとされる。後に、能をやめた理由を、能はやはり男が作ったもので女が演じるには無理な点があるとNHK取材に語ったことがある一方で、力強い能であれば女にも演じやすいものの女の情感を表す能を演じることに抵抗があったように語る等、やや異なった風にも聞こえる理由説明をしたことがある。

## 著作

### 単著
- 『お能』昭和刊行会 1943／角川新書 1963／駸々堂出版（改訂版）1974、新版1990
- 『たしなみについて』雄鶏社新書 1948／河出書房新社 2013 新版2018（改訂新書判）、河出文庫 2017
- 『梅若実聞書』能樂書林 1951
- 『私の藝術家訪問記』緑地社 1955
- 『お能の見かた』東京創元社〈創元選書〉 1957
- 『韋駄天夫人』ダヴィッド社 1957／平凡社ライブラリー 2007
- 『きもの美 選ぶ眼・着る心』徳間書店 1962／光文社知恵の森文庫 2008
- 『心に残る人々』講談社 1963／講談社文芸文庫 1996
- 『世阿弥 花と幽玄の世界』宝文館出版 1964／講談社文芸文庫 1996
- 『巡礼の旅 西国三十三ヶ所』淡交新社 1965 
  - 『西国巡礼』駸々堂出版 1974／旺文社文庫 1985／風媒社 1997／講談社文芸文庫 1999
- 『栂尾高山寺 明恵上人』講談社 1967
  - 『明恵上人』新潮選書 1974／講談社文芸文庫 1992、ワイド版2017／新潮社 1999
- 『古典の細道』新潮選書 1970、改版1997／講談社文芸文庫 1994／新潮社 2008
- 『かくれ里』新潮社 1971、新版2010／講談社文芸文庫 1991
- 『謡曲・平家物語紀行　歴史と文学の旅13・14』平凡社 1973
  - 『旅宿の花　謡曲平家物語』平凡社 1982／講談社文芸文庫 1998
- 『ものを創る』読売新聞社 1973／新潮文庫 2013
- 『近江山河抄』駸々堂出版 1974、新版1983／講談社文芸文庫 1994
- 『十一面観音巡礼』新潮社 1975、新版2002、愛蔵版2010／講談社文芸文庫 1992
- 『私の百人一首』新潮選書 1976／新潮文庫 2005／新潮社 2005
- 『白洲正子が語る 能の物語 かたりべ草子6』平凡社 1984
  - 『能の物語』講談社文芸文庫 1995
- 『道』新潮社 1979、新版2007／新潮文庫 2011 - 歴史紀行
- 『鶴川日記』文化出版局 1979／PHP研究所 2010、PHP文芸文庫 2012
- 『日本のたくみ』新潮社 1981、新潮文庫 1985、改版1997
- 『私の古寺巡礼』法蔵館〈法蔵選書〉 1982、新版1997／講談社文芸文庫 2000
- 『縁あって』青土社 1982、新版1999／PHP研究所 2010、PHP文芸文庫 2012
- 『花にもの思う春　白洲正子の新古今集』平凡社 1985、平凡社ライブラリー 1997
- 『木－なまえ・かたち・たくみ』住まいの図書館出版局 1987／平凡社ライブラリー 2000
- 『西行』新潮社 1988、新潮文庫 1996、改版2014
- 『遊鬼 わが師わが友』新潮社 1989、新潮文庫 1998
- 『いまなぜ青山二郎なのか』新潮社 1991、新潮文庫 1999
- 『随筆集 夕顔』新潮社 1993、新潮文庫 1997
- 『白洲正子自伝』新潮社 1994、新潮文庫 1999
- 『名人は危うきに遊ぶ』新潮社 1995、新潮文庫 1999
- 『両性具有の美』新潮社 1997、新潮文庫 2003

### 新編再刊および作品集
- 『お能・老木の花』講談社文芸文庫 1993 - 能楽論
- 『風姿抄』世界文化社 1994　新版2009
- 『日月抄』世界文化社 1995　新版2009
- 『雨滴抄』世界文化社 1996　新版2009
- 『風花抄』世界文化社 1996　新版2010
- 『夢幻抄』世界文化社 1997　新版2010
- 『美しくなるにつれて若くなる』角川春樹事務所「ランティエ叢書」1998、ハルキ文庫 2018 - 高丘卓編
- 『独楽抄』世界文化社 1998
- 『行雲抄』世界文化社 1999
- 『対座』世界文化社 2000 - 随筆・インタビュー・対話集25篇（図版多数）
- 『舞終えて』ワイアンドエフ 2000 - 各・単行本未収録エッセイ
- 『ほとけさま』ワイアンドエフ 2000
- 『ひたごころ』ワイアンドエフ 2000
- 『美は匠にあり』平凡社ライブラリー 2004 - 民藝論集
- 『余韻を聞く』世界文化社 2006 - 手紙＋随想（図版多数）
- 『金平糖の味』新潮文庫 2010
- 『美の遍歴』平凡社ライブラリー 2010 - 初期随想集
- 『精選女性随筆集7　白洲正子』文藝春秋 2012、文春文庫 2024 - 小池真理子選
- 『ほんもの　白洲次郎のことなど』新潮社 2014、新潮文庫 2016
- 『なんでもないもの 白洲正子エッセイ集〈骨董〉』角川ソフィア文庫 2015 - 各・青柳恵介編
- 『美しいもの 白洲正子エッセイ集〈美術〉』角川ソフィア文庫 2015
- 『かそけきもの 白洲正子エッセイ集〈祈り〉』角川ソフィア文庫 2015
- 『白洲正子著作集』 青土社（全7巻） 1984-1985

1能、2謡曲物語、3古寺、4仏像、5自然と信仰、6古典、7人と作品
- 『白洲正子全集』 新潮社（全14巻別巻1） 2001-2002 - 別巻は対話集

### 対談・共著
- 『能面』求龍堂 1963 - 図版解説、写真・坂本万七
- 『古都残影』駸々堂出版 1970 - 写真・浅野喜市
- 『骨董夜話』平凡社 1975、新版1991 - 共著
- 『古典夜話～けり子とかも子の対談集』 円地文子との対談、平凡社 1975、新潮文庫 2013
- 『やきもの談義』 加藤唐九郎と対談、駸々堂出版 1976、風媒社 1997
- 『比叡山回峰行』駸々堂出版 1976 - 写真・後藤親郎
- 『瀧』駸々堂出版 1977 - 写真・永瀬嘉平
- 『世阿弥を歩く』権藤芳一共著、駸々堂出版 1978 - 写真・土村清治
- 『魂の呼び声－能物語　名作文庫9』平凡社 1978 - 画・松野秀世
- 『老木の花　友枝喜久夫の能』求龍堂 1989 - 写真・吉越立雄、大倉舜二
- 『雪月花』神無書房 1991 - 写真・前田真三、入江泰吉
- 『姿　井上八千代・友枝喜久夫』渡辺保共著、求龍堂 1993
- 『対話 「日本の文化」について』神無書房 1993
- 『おとこ友達との会話』新潮社 1997、新潮文庫 2005
- 『花日記』世界文化社 1998 - 写真・藤森武
- 『器つれづれ』世界文化社 1999 - 写真・藤森武
- 『衣匠美』世界文化社 2000 - 写真・藤森武
- 『白洲正子への手紙 二人が遺した文筺から』 田島隆夫（織師）との書簡、文化出版局 2000
- 『日本の伝統美を訪ねて』河出書房新社 2001、河出文庫 2009 - 対談集
- 『縁は異なもの』 河合隼雄との対談、河出書房新社 2001、光文社知恵の森文庫 2007
- 『花供養』 多田富雄との対談、藤原書店 2009
- 『魂の居場所を求めて』 前登志夫共著・対談、河出書房新社 2014

## ビジュアルブック
- 草づくし　新潮社 1985（とんぼの本）、吉越立雄写真
- お能の見方　新潮社 1993、改訂版2008（とんぼの本）、吉越立雄写真
- 白洲正子 私の骨董　求龍堂 1995、藤森武写真
- 白洲正子の世界  平凡社〈コロナ・ブックス〉 1997、写真・インタビュー
- 日本の神々　新潮社 1998（とんぼの本）
- 白洲正子の旅　平凡社〈別冊太陽 日本のこころ〉 2000
- 白洲正子の世界 二十一世紀への橋掛かり　平凡社〈別冊太陽〉 2000
- 白洲正子 “ほんもの”の生活　新潮社 2001（とんぼの本）
- 白洲正子 美の種まく人　新潮社 2002（とんぼの本）
- 白洲正子と楽しむ旅　新潮社 2003（とんぼの本）
- 白洲正子と歩く京都　新潮社 2008（とんぼの本）。牧山桂子編
- 白洲正子のすべて　小学館（和樂ムック） 2008
- 白洲正子 十一面観音の旅　平凡社〈別冊太陽 太陽の地図帖〉 2010。青柳恵介監修、奈良・大和路篇＋京都・近江ほか篇の2冊
- 白洲正子 祈りの道　新潮社 2010（とんぼの本）。白洲信哉編
- 白洲正子のきもの　新潮社 2012（とんぼの本）。牧山桂子・青柳恵介・八木健司編

### 伝記・評論
- 『白洲正子を読む』 求龍堂 1996、作家論集＋対談
- 『ユリイカ　総特集 白洲正子』 青土社、1999年2月臨時増刊号
- 『総特集 白洲正子　文藝別冊』 河出書房新社〈KAWADE夢ムック〉、2000年2月号／増補新版2014年8月号
- 『いまなぜ白洲正子なのか』 川村二郎、東京書籍、2008／新潮文庫、2011
- 『次郎と正子　娘が語る素顔の白洲家』 牧山桂子、新潮社、2007／新潮文庫、2009
- 『武相荘のひとりごと』 牧山桂子、世界文化社、2012。※同社では姉妹篇を多数刊
- 『白洲次郎と白洲正子　乱世に生きた二人』 牧山桂子・青柳恵介・須藤孝光　新潮社、2008
- 『白洲家の日々 娘婿が見た次郎と正子』 牧山圭男　新潮社、2012／新潮文庫、2015
- 『かたじけなさに涙こぼるる　祈り　白洲正子が見た日本人の信心』 白洲信哉／写真・野呂希一、世界文化社、2010
- 『白洲正子　ひたすら確かなものが見たい』 挾本佳代、平凡社、2013
- 『白洲正子　日本文化と身体』 野村幸一郎、新典社選書、2014

## 出演
- 日曜美術館「私と黒田清輝」白洲正子（1981年11月8日、NHK Eテレ）[7]